# شهرستان سونژنسکی (اینگوش)
شهرستان سونژنسکی (به لاتین: Sunzhensky District) یک شهرستان در روسیه است که در اینگوش واقع شده‌است.